# Thaxteriella amazonensis
Thaxteriella amazonensis är en svampart som först beskrevs av Samuels, Rossman & E. Müll., och fick sitt nu gällande namn av J.L. Crane, Shearer & M.E. Barr 1998. Thaxteriella amazonensis ingår i släktet Thaxteriella och familjen Tubeufiaceae.   Inga underarter finns listade i Catalogue of Life.